# Секлюки (Підляське воєводство)
Секлюки (пол. Siekluki) — село в Польщі, у гміні Ботьки Більського повіту Підляського воєводства.
Населення — 121 особа (2011).
У 1975-1998 роках село належало до Білостоцького воєводства.

## Демографія
Демографічна структура станом на 31 березня 2011 року:
|          | Загалом | Допрацездатний вік | Працездатний вік | Постпрацездатний вік |
| -------- | ------- | ------------------ | ---------------- | -------------------- |
| Чоловіки | 68      | 10                 | 52               | 6                    |
| Жінки    | 53      | 9                  | 31               | 13                   |
| Разом    | 121     | 19                 | 83               | 19                   |